# Minettia divaricata
Minettia divaricata är en tvåvingeart som beskrevs av Mitsuhiro Sasakawa 1985. Minettia divaricata ingår i släktet Minettia och familjen lövflugor. Inga underarter finns listade i Catalogue of Life.